# Be'er Milka

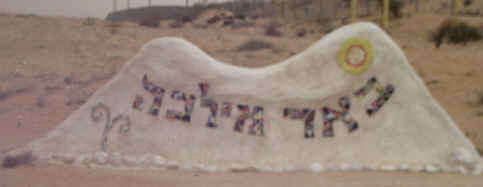
Be'er Milka, ingresso nel moshav.

Be'er Milka (in ebraico בְּאֵר מִלְכָּה‎?) è un moshav nel sud dello stato di Israele. Situato nel deserto del Negev vicino al confine egiziano, a circa tre chilometri da Kmehin, risponde alla giurisdizione del Consiglio regionale di Ramat HaNegev. Il moshav si trova in una riserva naturale, posizionato nei pressi di un antico pozzo alla confluenza fra Nahal Lavan e Nahal Nitzana. Nel 2019 la popolazione era di 188 abitanti.

## Storia
Nel 2001 un gruppo gar'in di Bnei HaMoshavim (associato a HaNoar HaOved VeHaLomed e al Movimento Moshavim) iniziò a sviluppare un nuovo moshav. Il gruppo gar'in è stato fondato nel 2002 e ha iniziato ad organizzarsi a Kmehin, prima di fondare Be'er Milka nel 2006. Il moshav prende il nome dal personaggio biblico Milka, cognata di Abramo (Genesi 22:20-23) e nonna di Rebecca, moglie di Isacco (Genesi 24:47).